# Schweizerische Arbeitsgemeinschaft für die Berggebiete
Die Schweizerische Arbeitsgemeinschaft für die Berggebiete (SAB) ist ein Verein mit Sitz in Bern und setzt sich für die Verbesserung der Existenzbedingungen und der Entwicklungsmöglichkeiten der Bevölkerung in den Berggebieten ein. Die SAB arbeitet mit den schweizerischen Berufs- und Wirtschaftsverbänden zusammen, ist konfessionell und parteipolitisch neutral und verfolgt für sich keinen Erwerbszweck. Präsidentin ist Nationalrat Pius Kaufmann und Direktor ist der ehemalige Nationalrat Thomas Egger.

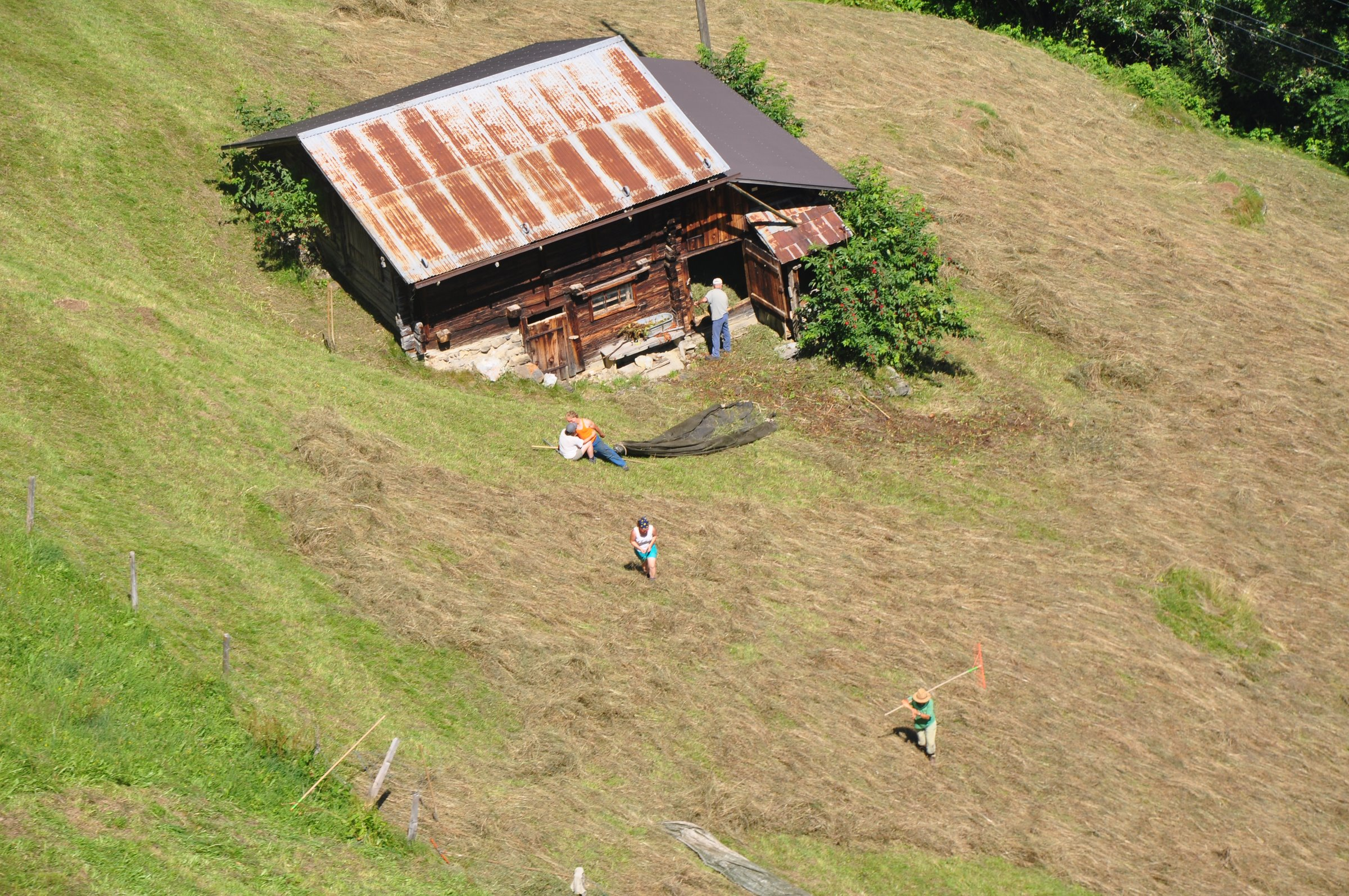
Berglandwirtschaft

## Geschichte
Im August 1939 erfolgte die Gründung der Schweizerischen Arbeitsgemeinschaft der wirtschaftlichen Organisationen der Bergbauern (SAWOB), aus der 1943 die Schweizerische Arbeitsgemeinschaft der Bergbauern (SAB) mit einer Zentralstelle zur Wahrung der Interessen der Bergbevölkerung wurde. 1940 übernahm Woldemar Wiedmer das Sekretariat, welches er bis 1944 führte.
Die Weltwirtschaftskrise der 1930er Jahre war der Ursprung für Notgemeinschaften der Bergbauern und für Hilfsmassnahmen des Bauernverbandes für die Bergbevölkerung. Wegen mangelnder Koordination blieben die Resultate dieser Bemühungen bescheiden. 1939 wurde eine parlamentarische Gruppe zur Wahrung der Interessen der Bergbevölkerung gegründet und im Berner Oberland und der Innerschweiz beabsichtigte man eine schweizerische Arbeitsgemeinschaft der wirtschaftlichen Organisationen der Bergbauern ins Leben zu rufen. Diese Arbeitsgemeinschaft befasste sich anfänglich mit rein landwirtschaftliche Anliegen, die sich jedoch bald mit Anliegen anderer Organisationen, wie dem Alpwirtschaftlichen Verein, mischten. Um diese Situation zu entflechten, wurde 1942 die Kommission für soziale Arbeit in Berggegenden gegründet, aus der später die Schweizer Berghilfe wurde. Zu den landwirtschaftlichen Themen der SAB kam 1964/65 die Förderung eines geordneten Tourismus hinzu. 1988 erhielt die SAB bei der Fusion mit dem Verein für den Schutz der Berggebiete den heutigen Namen.

## Mitglieder und Organe
Der Verein hat als Kollektivmitglieder 23 Kantone, rund 700 Berggemeinden, 30 Tourismusregionen, 100 Landwirtschafts- und Gewerbeorganisationen und über 500 Einzelmitglieder. Neben den üblichen Vereinsorganen gibt es einen Rat der Berggebiete, der zuhanden des Vorstands Empfehlungen abgeben kann.

## Vereinsziele
Die SAB bezweckt, gemäss Artikel 2 ihrer Statuten, die Verbesserung der Existenzbedingungen und der Entwicklungsmöglichkeiten der Bevölkerung im Berggebiet, insbesondere durch:
- Wahrung der wirtschaftlichen, politischen und kulturellen Interessen der Bergbevölkerung gegenüber Bund und Kantonen sowie gegenüber den Trägern der Raumordnung, der Wirtschafts-, Kultur- und Sozialpolitik;
- Koordination der verschiedenen lokalen, regionalen, kantonalen, nationalen sowie sektoralen Bestrebungen zur Förderung des Berggebietes sowie Zusammenarbeit mit internationalen Organisationen der Berggebietspolitik;
- Information der politischen Entscheidungsträger und der schweizerischen Öffentlichkeit über die Anliegen der Berggebiete;
- Förderung der Bildung und Forschung im Berggebiet sowie Studium und Bearbeitung der wirtschaftlichen und gesellschaftlichen Probleme der Schweiz und der Berggebiete aus der Sicht der Bergbevölkerung.

## Tätigkeit
Die SAB stärkt die Berggebiete und ländlichen Räume in der Schweiz durch politische Interessensvertretung, Dienstleistungen für diese Regionen und Information der Öffentlichkeit über deren Anliegen. Politische Erfolge der letzten Jahre waren:
- Substanzielle Korrekturen bei der Neuen Regionalpolitik
- Verabschiedung der NFA ohne Verschiebungen zu Gunsten der Agglomerationen
- Stärkung der Stellung der Berglandwirtschaft in der Agrarpolitik (AP2007 / 2011)
- Aufnahme der Breitbandkommunikation in den Grundversorgungsauftrag im Fernmeldebereich als 1. Land in Europa
- 1,6 Mrd. Fr. zusätzlich für Hauptstrassen im Berggebiet sowie 200 Mio. Fr. zusätzlich für Privatbahnen
- Ausarbeitung eines Vorschlages für ein Bundesgesetz über den Tourismus
- Verlängerung des Sondersatzes für Beherbergungsleistungen bei der Mehrwertsteuer

Die SAB ist Gründungsmitglied der Euromontana, ständiger Beobachter bei der Alpenkonvention, beteiligt sich am Aufbau von Berggebietsorganisationen im Kaukasus, in Südosteuropa und an verschiedenen Projekten der grenzüberschreitenden Zusammenarbeit in Europa. Zudem ist die SAB Mitglied beim Schweizer Bauernverband.

## Finanzierung
Der SAB finanziert sich mit Beiträgen der Kollektiv- und Einzelmitglieder, des Bundes, von Dritten und Gönnern, durch Legate und Schenkungen, durch Verrechnung von Leistungen und durch Kapitalerträge.

## Zeitschrift
Die Zeitschrift Montagna der SAB enthält Artikel zu aktuellen Themen sowie eine Analyse der Entwicklungen in den Berggebieten. Sie erscheint dreisprachig (deutsch, französisch, italienisch) zehnmal pro Jahr.

## SAB-Preis
Seit 1995 verlieh der SAB jährlich den SAB-Preis für Tätigkeiten oder Projekte, welche zur Schaffung von Arbeitsplätzen und Wertschöpfung, Vernetzung der lokalen Akteure, aber auch zur Erhaltung der kulturellen Identität sowie zu einem schonenden Umgang mit den eigenen Ressourcen (Holz, Bauland, Wasser etc.) im Berggebiet beitrugen. Mit den beiden Nebenpreisen wurden einerseits Kultur- und Medienschaffende, andererseits spezielle Produkte geehrt. 2011 wurde der SAB-Preis durch den Prix Montagne ersetzt.

### Hauptpreis
- 2000 teilen sich die Modellregion Göschenen - Eine Zukunft für Menschen und Berg, das Internationale Wollen-Atelier, Longo maï, Undervelier und die Waadtländer Juraprodukte „Les Saveurs du Jura“, Le Sentier den Hauptpreis
- 2001 Impulsprogramm Safiental GR
- 2002 Wasserweg Albulatal: „ansaina“ mentales Wasserkraftwerk
- 2003 Istituto Alpino di Fitofarmacologia Olivone: Gesundheit durch Bergkräuter
- 2004 Ecomuseum Simplon
- 2005 Pro Brontallo: ein kleines Dorf mit grossem Potenzial
- 2006 Sattlerei Karlen Törbel: Eine Erfolgsgeschichte
- 2007 La Cavagne Troistorrents  - ein Projekt von unternehmerischen Landwirten
- 2008 Center Da Capricorns: Eine Plattform für nachhaltige Entwicklung in den Bergregionen
- 2009 teilen sich das Reka-Feriendorf Urnäsch (AR) und die geschützte Herkunftsbezeichnung Juraholz (AOC Bois du Jura) den Hauptpreis. Die zwei Nebenpreise gingen an die Alpenfischzucht Lumare im Lugnez (Surselva GR) und die Zeitung Frutigländer, welche im Amtsbezirk Frutigen (BE) erscheint.
- 2010 Projekt zur wirtschaftlichen Förderung des Tessiner Walserdorfes Bosco Gurin

## Prix Montagne
Seit 2011 organisiert die SAB und die Schweizer Berghilfe einen Wettbewerb mit einem Preis von CHF 40'000. Damit werden Projekte aus dem Schweizer Berggebiet ausgezeichnet, welche vorbildhaft zur Wertschöpfung und Beschäftigung im Berggebiet beigetragen haben. Es sind nur Projekte zugelassen, welche seit mindestens drei Jahren rentabel arbeiten. 

### Preisgewinner
- 2011 Braugerstenanbau der Bündner Produzenten-Genossenschaft Gran Alpin seit 2003 auf über 1000 m.
- 2012 Erlebniswelt Muotathal leistet mit ihren Schlittenhunden sanften und naturnahen Tourismus.
- 2013 Festival Musikdorf Ernen seit 40 Jahren Treffpunkt von Künstlern und Musikliebhabern aus aller Welt.
- 2014 Genossenschaft La Cavagne der Produzenten im Val d’Illiez erfolgreich bei der gemeinsamen Vermarktung ihrer regionalen Produkte.
- 2015 Haushaltsservice der Urner Bäuerinnen: Übernimmt Haushaltsarbeiten, betreut Kinder und Betagte und bietet Catering an.[3]
- 2016 Gomina: Das Oberwalliser Unternehmen stellt in Niederwald für den internationalen Markt chirurgische Sägen her.[4]
- 2017 Wyssen Avalanche Control AG aus Reichenbach im Kandertal für die Hightech zur Lawinensprengung[5]
- 2018 «La Conditoria» aus Sedrun schafft viel Wertschöpfung in einer abgelegenen Bergregion[6]
- 2019 zeigt das High-Tech-Unternehmen «Geosatis» aus Le Noirmont wie eine Randregion zum Technologiestandort werden kann.[7]